# La Voce

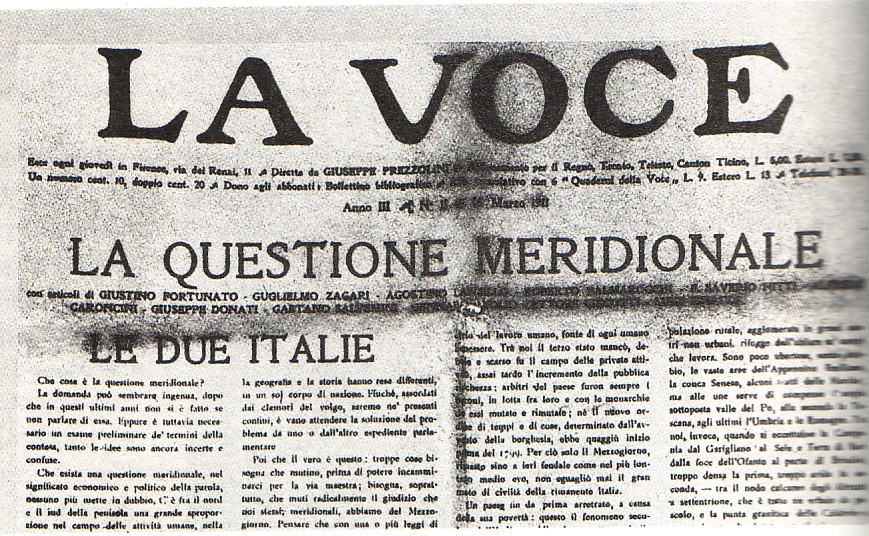
Titelblatt von La Voce im März 1911

La Voce (dt. „Die Stimme“) war eine italienische Zeitschrift für Literatur, Politik und Zeitgeschehen, die bis 1913 als Wochenzeitung und danach zweiwöchentlich erschien. Sie wurde am 27. Dezember 1908 von Giuseppe Prezzolini in Florenz gegründet und erschien in unterschiedlichen redaktionellen Besetzungen bis zum 31. Dezember 1916.
Die Geschichte der Zeitschrift lässt sich in vier Phasen einteilen:
- 1. Phase (1908–1911): unter Prezzolini und Gaetano Salvemini
- 2. Phase (1912–1913): unter Giovanni Papini
- 3. Phase (1914): erneut unter Prezzolini
- 4. Phase (1914–1916): unter Giuseppe De Robertis, die so genannte La Voce Bianca

## Vorgeschichte
Als Vorläufer von La Voce werden die ebenfalls in Florenz erschienenen Zeitschriften Leonardo (1903–1907), Hermes (1904–1906) und Il Regno (1903–1906) angesehen: Mit Leonardo propagierten Prezzolini und Papini den Typus des politisch ambitionierten Literaten („letterato-ideologo“) nach den Vorbildern des Universalgenies Leonardo da Vinci und des Philosophen Nietzsche, allerdings in einer antidemokratisch-nationalistischen Ausrichtung. Hermes und Il Regno waren einem dannunzianesischen Ästhetizismus verpflichtete Blätter des Kritikers Giuseppe Antonio Borgese bzw. des Nationalisten (und späteren Faschisten) Enrico Corradini.

## 1908 bis 1912: Prezzolini und Salvemini
Am 27. Dezember 1908 erschien die erste Ausgabe von La Voce mit dem programmatischen Manifest „La nostra promessa“ (dt. „Unser Versprechen“), in dem die Initiatoren der Zeitschrift ankündigen, den ethischen Charakter des Geisteslebens („l’eticità della vita intellettuale“) zu betonen, d. h. die Kultur der noch jungen italienischen Nation von der großbürgerlichen, ästhetizistischen Saturiertheit eines Gabriele D’Annunzio und seiner Anhänger zu befreien und sie politisch wie gesellschaftlich wieder hochgradig zu sensibilisieren. Ausgehend von einem moralistischen Selbstverständnis der Kulturschaffenden und Intellektuellen, das ihre Verantwortung als gesellschaftliche Vordenker, Visionäre und Erzieher wieder in den Mittelpunkt rückt, engagierten sich Prezzolini, Salvemini und ihre renommierten Mitstreiter (Croce, Amendola, Cecchi, Murri und Einaudi) einerseits für eine neue Kunst und Literatur (gegen das rein formalistische „l’art pour l’art“) und andererseits für gesellschaftliche Reformen: vor allem im Bildungswesen, bei der Einführung des allgemeinen Wahlrechts und bei der Berücksichtigung der Süditalien-Frage („questione meridionale“). Die so bezeichneten Vociani suchten also zum einen die Auseinandersetzung mit dem seinerzeit tonangebenden Dannunzianesimo und zum anderen mit der als zu gemäßigt empfundenen Reformpolitik der Regierung Giolitti.
Als Italien im November 1911 seine kolonialistischen Ansprüche verstärkte und Libyen eroberte, kam es zum Bruch zwischen Prezzolini, der den Eroberungskrieg im Sinne einer „nationalen Verpflichtung“ befürwortete, und Salvemini, der sich vehement dagegen aussprach und in der Folge eine eigene Zeitschrift (L'Unità) herausgab.

## 1912 bis 1913: Papini
Bei der Auseinandersetzung um die eminent politische Frage der Kriegsbeteiligung kommt es 1912 auch zum vorübergehenden Rückzug Prezzolinis aus der Redaktion und – unter Giovanni Papinis Federführung – zu einer Rückbesinnung auf die „reine“ Literatur ohne direkte gesellschaftliche Bezüge: Gemäß Papinis Ankündigung von Anfang 1912 im Artikel Nuovi intenti (Neue Vorsätze) öffnet sich die Zeitschrift der Publikation jeglicher Formen poetischer Artikulation, d. h. auch von Tagebucheinträgen, Fragmenten und Skizzen. Die neue Stoßrichtung des „Fragmentismus“ und „Autobiografismus“ verweigert sich so bewusst der Erstellung eines vorgestanzten, ganzheitlichen Konzepts und setzt den subjektiven Eindruck des Künstlers gegen die objektive Wirklichkeitsdarstellung im Naturalismus. Die in diesem Rahmen entstehenden literarischen Versuche weisen eine deutliche Nähe zum Expressionismus auf und werden daher oft als espressionismo vociano bezeichnet. In dieser bis Ende 1913 andauernden Phase wird einer breiteren italienischen Leserschaft dank La Voce erstmals auch die Lektüre nichtitalienischer (vornehmlich französischer) Autoren ermöglicht: Mallarmé, Gide, Claudel, Ibsen u. a.

## 1914: Prezzolini
Nachdem Papini sich ganz dem Futurismus und der Zeitschrift Lacerba angeschlossen hatte, übernahm am 13. Januar 1914 noch einmal Prezzolini die Redaktionsleitung und ließ die Zeitschrift nur noch zweiwöchentlich erscheinen. Dabei verschrieb er sich und La Voce einem „militanten Idealismus“ (mit dem Untertitel „Rivista dell’idealismo militante“), in Anlehnung an die philosophische Schule Benedetto Croces und Giovanni Gentiles. Allerdings wandelte er deren Denkansätze unter Berufung auf Henri Bergson und Georges Sorel zunehmend ab, um sich in gänzlich irrationale Argumentationshilfen zugunsten des Interventismo, der Befürwortung einer Teilnahme Italiens am Ersten Weltkrieg, zu versteigen. Als er gegen Ende des Jahres die Redaktion verließ, um sich Mussolinis neu gegründeter Zeitschrift Il Popolo d’Italia anzuschließen, übernahm Giuseppe De Robertis die Leitung, und das Blatt veränderte zum dritten Mal von Grund auf sein Gesicht.

## 1914 bis 1916: De Robertis
De Robertis richtete La Voce erneut nach rein literarischen Ansprüchen aus und veröffentlichte das ganz und gar unpolitische Organ mit weißem Titelblatt, weswegen es bald als La Voce Bianca bezeichnet wurde. Die von ihm betriebene Literaturkritik ging ausschließlich vom einzelnen Wort des Dichters aus (werkimmanente Interpretation) und verfolgte die Idee einer Dichtung, die völlig frei von historischen Rahmenbedingungen und rhetorisch-intellektuellen Hindernissen zu sein hatte. Dies sah auch De Robertis in der Formel des „Fragmentismus“, d. h. in fragmentarischen Äußerungsformen, am besten verwirklicht, an die in der Folge insbesondere die hermetische Dichtung (Ungaretti, Montale u. a.) anknüpft.
Viele Schriftsteller, die in der nachfolgenden Zwischenkriegszeit Bedeutung erlangten, wurden durch ihre Veröffentlichungen auf den Seiten der Voce Bianca einem breiteren Publikum bekannt (z. B. Ungaretti, Palazzeschi, Campana, Govoni, Bacchelli und Cardarelli). Wie schon in den vorangehenden Phasen der Zeitschrift vereinte La Voce auch hier die unterschiedlichsten Positionen und Interessen, so dass im heterogenen Ensemble der zahlreichen Redakteure und Autoren noch einmal die Verfolger und Verfolgten der sechs Jahre später anbrechenden faschistischen Ära zusammenkamen. Mit der Ausgabe vom 31. Dezember 1916 stellte La Voce ihr Erscheinen endgültig ein.

## Wichtigste Mitarbeiter und Autoren
Giovanni Amendola,
Guillaume Apollinaire,
Riccardo Bacchelli,
Antonio Baldini,
Giovanni Boine,
Massimo Bontempelli,
Dino Campana,
Vincenzo Cardarelli,
Emilio Cecchi,
Paul Claudel,
Benedetto Croce,
Giuseppe De Robertis,
Guido De Ruggiero,
Luigi Einaudi,
Luciano Folgore,
Paul Fort,
André Gide,
Corrado Govoni,
Henrik Ibsen,
Giuseppe Lombardo Radice,
Stéphane Mallarmé,
Romolo Murri,
Arturo Onofri,
Aldo Palazzeschi,
Giovanni Papini,
Charles Péguy,
Giuseppe Prezzolini,
Clemente Rebora,
Romain Rolland,
Umberto Saba,
Gaetano Salvemini,
Alberto Savinio,
Camillo Sbarbaro,
Renato Serra,
Scipio Slataper,
Ardengo Soffici,
Giani Stuparich,
Giuseppe Ungaretti,
Giorgio Vigolo